# Hyperandra diminuta
Hyperandra diminuta là một loài bướm đêm thuộc phân họ Arctiinae, họ Erebidae.